# 香港特別行政區基本法第二十二條
《香港特別行政區基本法》第22條是一條關於香港自行管理的事務不受中央人民政府各部門及各省、自治區、直轄市干預的憲制性條文。

## 條文內容
根據《香港特別行政區基本法》第2章，有關《中華人民共和國和香港特別行政區的關係》的第三條，即第22條的內容全文如下：
|  | 中央人民政府所屬各部門、各省、自治區、直轄市均不得干預香港特別行政區根據本法自行管理的事務。 中央各部門、各省、自治區、直轄市如需在香港特別行政區設立機構，須徵得香港特別行政區政府同意並經中央人民政府批准。 中央各部門、各省、自治區、直轄市在香港特別行政區設立的一切機構及其人員均須遵守香港特別行政區的法律。 中國其他地區的人進入香港特別行政區須辦理批准手續，其中進入香港特別行政區定居的人數由中央人民政府主管部門徵求香港特別行政區政府的意見後確定。 香港特別行政區可在北京設立辦事機構。 |

## 提出立例
2017年香港行政長官選舉候選人胡國興於2017年2月5日提出就《香港特別行政區基本法》第22條立法，以確保「港人治港」不受干預及保障「兩制」。胡國興稱立法細節可由他政綱建議設立的政改諮詢委員會研究，同時諮詢公眾，具體建議包括立例規範內地機構及駐港人員不得干預特區根據《基本法》自行管理的事務。
前律政司司長梁愛詩表示地方政府不可以立法約束中央政府，而中央政府可以自己約束自己。 但胡國興反駁指「地方政府不可以干預中央？《基本法》第22條呢，在香港《基本法》裏面，是香港的憲法。怎樣干預中央呢？……《基本法》寫得清清楚楚，中央的部屬機構和其他省市機構不得干預香港內政。條文寫得好清楚，為何不可以做（本地立法）？我不明白！我不明白！」
而另一候選人、時任政務司司長林鄭月娥则表示這只是憲制性條文，並無要求本地立法，更不點名暗諷胡國興「讀過法律的人應該比我更清楚」。

## 爭議
雖然本法指出「中央各部門」不得干預本港自行管理的事務，但自主權移交後，社會上都有批評中聯辦干預本港事務的聲音，甚至「中西環合作」的指控。

### 董建華時期
2000年10月，時任天主教香港教區主教陳日君在報上撰文，公開指出中共在港直屬機關中聯辦干涉教區事務，干預宗教自由。2004年，時任立法會議員劉慧卿認為无形之手显然正在积极的干预立法会运作。

### 曾蔭權時期
2008年，民主黨的何俊仁直斥「西環一直干預中環」，指出立法會選舉時中联办以及港澳办都有很多参与，包括协调亲共组织，派很多人来支援选举，还做了很多策略的安排和研究。

### 林鄭月娥時期
2020年4月，中聯辦主任駱惠寧聲稱中聯辦不屬於一般的中央人民政府所屬部門，不受廿二條規限。但2007年1月立法會政制事務委員會編號CB(2)898/06-07(02)文件明確表示，中央政府在香港特區設立的機構包括，中央人民政府駐香港特別行政區聯絡辦公室（中聯辦）。而包括2018年6月13日立法會記錄在內的多份文件表示，中聯辦受廿二條所約束。
香港特區政府在4月18日晚上至19日凌晨三度刪改已發出的新聞公報，在18日下午6時52分特區政府指中聯辦是中央政府根據《基本法》第22條第2款設立的3個機構之一，其後在深夜11時36分刪除「第22條第2款」字眼；19日凌晨零時27分再刪改，指中聯辦並非《基本法》第22條第2款所指「中央各部門在香港特別行政區設立的機構」；由原先的「是」根據22條成立的機構刪改為「不是」，之後連基本法第22條的陳述都刪掉，在一夜之間特區政府完全推翻過往多年來對中聯辦職務性質及其法律基礎的陳述，被指是附和中聯辦在近期的聲稱而刪改，並且與政府所刊登的憲報不符。蘋果日報翻查香港特區政府及立法會自1999年至2018年間的多份官方文件都明文顯示中聯辦是「中央人民政府在香港特區設立的機構」，更從未聲稱不受《基本法》第22條約束，並且沒有任何條文賦予中聯辦及港澳辦對香港內部事務具有監督權。
香港大律師公會在4月20日發出聲明，公會指《基本法》沒有任何條文賦予兩辦（中聯辦及港澳辦）對香港自行管理的事務行使監督權；聲明又提到，兩辦有權干預香港自行管理的事務，而非僅限於觀察及向中央政府匯報，兩辦的角色將有違《基本法》第11條、第12條及第22條的規定。公會在聲明中稱留意到特區政府及中聯辦近日所作的評論明顯有違特區政府在2007及2018年的表述；包括違反2007年政府提交予立法會的官方文件確認中聯辦是根據《基本法》第22條設立的中央政府機構；特區政府在《憲報》3/2000中刊登，有關中央政府在香港特區設立包括中聯辦的三個機構之詳情，新華社改名為中聯辦之事宜；政制及內地事務局曾於2018年確認中聯辦須按照《基本法》第22條第1款遵守香港特區的法律。
香港大學法律學院公法講座教授陳文敏指中聯辦過往已在其網頁訂明其聯絡機職能，《基本法》第22條指出除了國防、外交之外，其他事務就交由特區自行管理，中央各部門不會干預，因此不存在內部事務會被中央監督、規管的說法，而中聯辦是一個聯絡機構，而非實權機構，亦沒有獲賦予其具有監督權。陳又指如中聯辦若不受第22條所限，該機構便是無法可依及無法可管；陳又指特區政府的文件佐證中聯辦乃根據基本法第22條第2款在香港設立辦事處，並指出「若中聯辦不是根據第22條第2款設立辦事處，它的法律依據從何而來？甚至會否成為一個非法機構？」陳認為中聯辦自稱不受22條所限及具有監督權，特區政府又推翻以往的官方陳述及曲解法律以支持其政治需要，《基本法》便會「徒具虛殼，名存實亡」。
立法會議員楊岳橋稱港澳辦在20年前的新聞稿指中聯辦前身新華社的角色和職責並不包括監督特區政府，中聯辦是中央政府轄下機構及部門受22條規管，楊質疑為配合中聯辦無須守法的聲稱，林鄭政府現在卻稱特區政府過去20多年來都錯誤理解法律，這是混淆視聽。民主派立法會議員於4月19日發表聲明，提到在2007年1月政制事務局提交立法會的文件，提到第22條下，中央政府在香港設立了三個機構，其一是中聯辦。特區政府現在卻合理化中聯辦不守基本法22條及可干預特區內部事務，是扭曲基本法及破壞法治，聲明又批評特區政府盲目附和中聯辦「指鹿為馬」的立場。
親民主香港媒體《立場新聞》刊發的評論文章認為，中央政府頻繁祭出「急狗跳牆」的招式，不惜搗毀既有秩序，破壞慣有常規，已經不顧及香港人的反應，乃至國際社會的關切警告。作者指出，在「白色恐怖」的政治氛围壓迫下，「香港市」管治團隊「鐵三角」已經形成——即「市長」林鄭月娥、「市委書記」駱惠寧、「公安局長」鄧炳強，提醒香港市民必須小心警惕。